# 갯벌 속의 여자
"갯벌 속의 여자"는 한국에서 제작된 고영남 감독의 1972년 드라마 영화이다. 김지미 등이 주연으로 출연하였고 주동진 등이 제작에 참여하였다.

## 출연

### 주연
- 김지미
- 장동휘